# Aldo Bonzi
Aldo Bonzi är en ort i Argentina.   Den ligger i provinsen Buenos Aires, i den centrala delen av landet, 17 kilometer sydväst om huvudstaden Buenos Aires. Aldo Bonzi ligger 25 meter över havet och antalet invånare är 828.
Terrängen runt Aldo Bonzi är mycket platt. Runt Aldo Bonzi är det mycket tätbefolkat, med 6 959 invånare per kvadratkilometer.. Närmaste större samhälle är Buenos Aires, 16,6 kilometer nordost om Aldo Bonzi.
Runt Aldo Bonzi är det i huvudsak tätbebyggt.